# Пенза (аэропорт)
Аэропорт Пенза имени В. Г. Белинского (ИАТА: PEZ, ИКАО: UWPP) — единственный гражданский аэропорт Пензенской области. Расположен в Первомайском районе Пензы в 9 км от центра города. Имеет статус аэропорта федерального значения.

## История
21 августа 1930 года было открыто регулярное почтово-пассажирское воздушное сообщение на авиалинии: Москва (Ходынка) – Пенза – Самара – Оренбург – Актюбинск – Челкар – Казалинск – Кзыл-Орда – Ташкент. Это была внутрисоюзная составляющая международной воздушной трассы «Берлин – Кабул». Рейсы выполняла авиакомпания «Добролёт» на самолётах К-4 (газета «Трудовая правда», г. Пенза, 1930.08.22., пт., №192, стр.3, «Открытие авиалинии Москва – Ташкент»).
В 1939 году в Терновке открыли аэропорт гражданского воздушного флота (ГВФ), принимавший транзитные рейсы.
Пассажирский терминал построен в 1963 году, реконструирован сначала частично в 1970—80-х, затем полностью в 2003 году. В начале 1970-х построена ВПП с искусственным покрытием. В 1980-е годы в сезон летних отпусков аэропорт принимал и отправлял более 60 рейсов в день и был связан авиарейсами с десятками аэропортов СССР, с большинством столиц союзных республик. В кризисные 1990-е география полетов из Пензы стала резко сокращаться, и к осени 1998 года выполнение регулярных рейсов прекратилось. С 1999 по 2003 год аэропорт работал только в летние месяцы: обслуживались регулярные транзитные рейсы из Саранска в Санкт-Петербург, Сочи и, в отдельные годы, в Минеральные Воды.
Осенью 2003 года аэропорт получил «второе дыхание»: был полностью отремонтирован пассажирский терминал, и с середины октября по понедельникам, средам и пятницам были возобновлены регулярные рейсы в Москву на Як-40. С нового 2004 года частота выполнения рейсов увеличилась до 5 раз в неделю: с понедельника по пятницу. В летний период каждый год по-прежнему открывались транзитные рейсы в Сочи и Санкт-Петербург. В начале 2006 года количество рейсов в Москву удвоилось: по рабочим дням стало выполняться по два рейса, а в июне был открыт рейс Саратов — Пенза — Санкт-Петербург, выполнявшийся Саратовскими авиалиниями на самолете Як-42. Летом 2008 года на Як-42 стали выполняться все рейсы из Пензы: в Москву, Саратов, Санкт-Петербург и Сочи, но из-за наступившего финансового кризиса полеты на Як-42 к осени прекратились. В феврале 2010 года были открыты дополнительные рейсы в Москву на самолете CRJ-200 авиакомпании «Руслайн», но просуществовали они недолго: меньше двух месяцев, и к концу марта из-за низкого спроса были отменены. С 1 июня 2010 года компания «Ак Барс Аэро» в летние месяцы на всех рейсах вместо Як-40 стала эксплуатировать самолеты CRJ-200. В зимний период 2010—2011 г. впервые в истории реконструированного аэропорта не были отменены и стали круглогодичными рейсы в Санкт-Петербург. С марта 2012 года утренний рейс в Москву стал по-настоящему ежедневным: он стал выполняться и по воскресеньям. Но осенью с введением зимнего расписания количество рейсов в Москву снова было сокращено, причем рейсы были «развернуты»: они стали начинаться не в Пензе, а в Москве, самолет перестал базироваться в Пензе, из-за чего после двух лет постоянного сообщения были отменены рейсы в Санкт-Петербург.
В июле 2013 года начался очередной этап реконструкции аэропорта: было полностью отремонтировано и уложено заново покрытие ИВПП. Во время её ремонта все рейсы в аэропорту выполнялись на ВС Ан-24 с параллельной грунтовой полосы. Новая ИВПП была введена в эксплуатацию к середине сентября 2013 года, и в первые же дни её эксплуатации пензенский аэропорт впервые в истории принял Ту-154.
В 2018 году в рамках проекта «Великие имена России» было проведено голосование, по итогам которого аэропорту «Пенза» было присвоено имя Виссариона Белинского, соответствующий указ президента РФ был подписан 31 мая 2019 года.

## Технические данные
В 2008 году ВПП была удлинена на 700 м — до 2,8 км, но 700-метровый участок был введен в эксплуатацию только в середине сентября 2013 года. Также почти в 2 раза был расширен перрон и реконструированы обе рулежные дорожки. Аэропорт может принимать все типы пассажирских самолётов (некоторые — с ограничениями) кроме Boeing 747 и Airbus A380.

## Принимаемые типыВС
Ан-2, Ан-12, Ан-24, Ан-26, Ан-28, Ан-30, Ан-140, Ан-148, Ил-114, Л-410, Ту-134, Ту-154, Ту-204, Ту-214, Як-40, Як-42, Airbus A319, ATR 42, ATR 72, Bombardier CRJ 100/200, Embraer EMB 120 Brasilia, Embraer ERJ 170, Embraer ERJ 190, Pilatus PC-12, SAAB 2000, Sukhoi Superjet 100, Cessna 208 и более лёгкие, вертолёты всех типов. Классификационное число ВПП (PCN) 31/R/B/X/T.

## Транспортная инфраструктура
Аэропорт расположен в черте Пензы, поэтому сюда ходит обычный городской транспорт: автобус № 66; троллейбус № 7; маршрутные такси № 30, 88т. Поездка до центра города занимает в зависимости от дорожной ситуации от 20 до 40 минут.

## Показатели деятельности
| Год        | 2014   | 2015    | 2016     | 2017     | 2018     | 2019     | 2020     | 2021     | 2022     | 2023     | 2024     |
| Пассажиров | 75 406 | ↗94 038 | ↗105 991 | ↗152 881 | ↗181 000 | ↗186 175 | ↘126 533 | ↗216 478 | ↗253 934 | ↗350 000 | ↗355 297 |

## Происшествия
22 июня 1986 года из-за прерванного взлёта самолёт Ту-134 выкатился за пределы ВПП. 1 человек из 59 погиб из-за сердечного приступа.
Авария Airbus A320 в небе над Пензой. 20 августа 2023 года в 20:45 из пензенского аэропорта вылетел самолёт, который должен был прибыть в Москву в 22:00. Через 5 минут после взлёта взорвался левый двигатель самолёта авиакомпании S7 airlines. Изначально были видны искры, позже последовал слабый огонь, вспышка и взрыв. В самолёте погас свет. Он (самолёт) пробыл в воздухе еще 20 минут и после разрешения на посадку мягко сел. В результате происшествия никто не пострадал.

## Памятные знаки в честь авиаторов вблизи территории аэропорта
На улице Центральной города Пензы, неподалёку от центрального входа в здание Пензенского аэропорта, по инициативе членов пензенских ветеранских организаций были установлены два памятных знака, посвящённые авиаторам.
В 2001 году был установлен Памятный знак авиаторам военного аэродрома «Терновка», действовавшего на территории Пензенского аэропорта в годы Великой Отечественной войны 1941—1945 годов.

Общий вид памятного знака
Мемориальная доска, установленная у подножия памятного знака
- Информационно-мемориальная доска, установленная на памятном знаке
- Торцевая часть памятного знака

Напротив памятного знака авиаторам военного аэродрома «Терновка» установлен памятный знак «Фрагмент лонжерона крыла истребителя И-16».

Общий вид памятного знака
Мемориальная доска, установленная у подножия памятного знака
Информационно-мемориальная доска, установленная на памятном знаке
Торцевая часть памятного знака